# Hyphessobrycon khardinae
Hyphessobrycon khardinae ist eine kleine Fischart aus der Salmlerfamilie Acestrorhamphidae, die im brasilianischen Amazonasbecken im Einzugsbereich des Rio Itaparaná, einem Nebenfluss des Rio Purus, vorkommt. Er wurde 2014 durch Axel Zarske, damals Sektionsleiter der Ichthyologie der Senckenberg Naturhistorischen Sammlungen Dresden, wissenschaftlich beschrieben und nach Natasha Khardina benannt, die zusammen mit Heiko Bleher den Fisch erstmals fing.

## Merkmale
Hyphessobrycon khardinae erreicht eine maximale Standardlänge von 4,2 Zentimetern und hat einen seitlich stark abgeflachten, langgestreckten Körper. Die maximale Körperhöhe kurz vor der Rückenflosse beträgt 34 bis 38 % der Standardlänge, die Kopflänge 22 bis 25 % der Standardlänge. Das Rückenprofil stieg genauso stark an wie das Bauchprofil abfällt. Der „Nacken“ ist etwas eingebuchtet. Die Rückenflossenbasis ist gerade und fällt ab. Auch zwischen Rückenflossenbasis und Fettflosse ist der Rücken gerade bis leicht konkav. Die Brustflossen sind relativ lang. Die Fische sind orangefarben bis leicht bräunlich gefärbt, wobei ihr Körper oberhalb der Wirbelsäule weitgehend transparent ist. Auf dem Rücken sind die Schuppenränder bräunlich, so dass sich ein dunkles Netzmuster ergibt. Die Kopfoberseite ist bräunlich. Die Unterseite des Kopfes und der Bauch sind silbrig. Die Iris der relativ großen Augen ist bräunlich. Hinter dem Kiemendeckel liegt sich ein schwarzer, dreieckiger Fleck, der teilweise von einer gelblich Zone umgeben ist. An der Spitze der Rückenflosse befindet sich ein schwarzer Fleck. Im vorderen Abschnitt der Rückenflosse sind die Flossenmembranen orangefarben. Die Brustflossen sind farblos und transparent. Weiße Flossenspitzen, wie bei vielen anderen Arten der Rosy-Tetra-Gruppe, sind bei Hyphessobrycon khardinae nicht vorhanden. Die vorderen Flossenstrahlen von Bauchflossen und Afterflosse sind orange, der übrige Flossenbereich ist farblos und transparent. Die Fettflosse ist orange. Die Flossenstrahlen der Schwanzflosse sind orange. Der untere Rand der Afterflosse und der Hinterrand der Schwanzflosse sind zart schwarz gesäumt.
- Flossenformel: Dorsale ii/8-9, Anale iv/24-26, Pectorale i/12, Ventrale i/6/1, Caudale 1/9-8/1.
- Schuppenformel: mLR 31-34.

## Lebensraum und Lebensweise
Der Lebensraum von Hyphessobrycon khardinae ist von Schwarzwasser geprägt. Im schlammigen, Sedimente transportierenden Rio Purus, einem Weißwasserfluss, kommt er nicht vor. Beifische sind Arten aus den Salmlergattungen Nannostomus und Poptella, Cichliden aus den Gattungen Apistogramma, Aequidens und Biotodoma und eine kleine Crenicichla-Art. An der Terra typica ist das Wasser weniger als einen Meter tief und fast stehend. Wasserpflanzen sind nicht vorhanden. Der Bodengrund ist sandig mit ein wenig Schlamm und mit viel Laub und Wurzelhölzern bedeckt. Der pH-Wert des Wassers betrug 6,15, der elektrische Leitwert 36 μS und die Wassertemperatur 25,9 °C. Hyphessobrycon khardinae ernährt sich wahrscheinlich von Mikroorganismen, Detritus, pflanzliche Materien und aquatischen Wirbellosen.